# Halowe Mistrzostwa Europy w Lekkoatletyce 1981 – bieg na 50 m mężczyzn
Bieg na 50 metrów mężczyzn – jedna z konkurencji biegowych rozgrywanych podczas halowych lekkoatletycznych mistrzostw Europy w Palais des Sports w Grenoble. Eliminacje, półfinały i bieg finałowy zostały rozegrane 21 lutego 1981. Zwyciężył reprezentant Polski Marian Woronin, który tym samym obronił tytuł zdobyty na poprzednich mistrzostwach.

## Rezultaty

### Eliminacje
Rozegrano 3 biegi eliminacyjne, do których przystąpiło 16 biegaczy. Awans do półfinału dawało zajęcie jednego z pierwszych trzech miejsc w swoim biegu (Q). Skład półfinałów uzupełniło trzech zawodników z najlepszym czasem wśród przegranych (q).
Opracowano na podstawie materiału źródłowego.
Bieg 1
| Miejsce | Zawodnik          | Czas | Uwagi |
| ------- | ----------------- | ---- | ----- |
| 1       | Marc Gasparoni    | 5,79 | Q     |
| 2       | Władimir Murawjow | 5,79 | Q     |
| 3       | Josep Carbonell   | 5,84 | Q     |
| 4       | Stefan Nilsson    | 5,92 | q     |
| 5       | Franco Zucchini   | 5,93 |       |
| 6       | Roland Jokl       | 5,98 |       |

Bieg 2
| Miejsce | Zawodnik            | Czas | Uwagi |
| ------- | ------------------- | ---- | ----- |
| 1       | Andriej Szlapnikow  | 5,78 | Q     |
| 2       | Philippe Le Joncour | 5,79 | Q     |
| 3       | Selwyn Clarke       | 5,86 | Q     |
| 4       | Jerzy Brunner       | 5,89 | q     |
| 5       | Josef Mayr          | 6,00 |       |

Bieg 3
| Miejsce | Zawodnik           | Czas | Uwagi |
| ------- | ------------------ | ---- | ----- |
| 1       | Marian Woronin     | 5,70 | Q,    |
| 2       | Antoine Richard    | 5,84 | Q     |
| 3       | Iwajło Karaniotow  | 5,84 | Q     |
| 4       | Luciano Caravani   | 5,85 | q     |
| 5       | Aleksandar Popović | 5,97 |       |

### Półfinały
Rozegrano 2 biegi półfinałowe, w których wystartowało 12 biegaczy. Awans do finału dawało zajęcie jednego z trzech pierwszych miejsc w swoim biegu (Q).
Opracowano na podstawie materiału źródłowego.
Bieg 1
| Miejsce | Zawodnik            | Czas | Uwagi |
| ------- | ------------------- | ---- | ----- |
| 1       | Marian Woronin      | 5,67 | Q,    |
| 2       | Władimir Murawjow   | 5,73 | Q     |
| 3       | Philippe Le Joncour | 5,79 | Q     |
| 4       | Luciano Caravani    | 5,80 |       |
| 5       | Iwajło Karaniotow   | 5,80 |       |
| 6       | Stefan Nilsson      | 5,83 |       |

Bieg 2
| Miejsce | Zawodnik           | Czas | Uwagi |
| ------- | ------------------ | ---- | ----- |
| 1       | Andriej Szlapnikow | 5,76 | Q     |
| 2       | Antoine Richard    | 5,78 | Q     |
| 3       | Selwyn Clarke      | 5,79 | Q     |
| 4       | Marc Gasparoni     | 5,80 |       |
| 5       | Josep Carbonell    | 5,82 |       |
| 6       | Jerzy Brunner      | 5,89 |       |

### Finał
Opracowano na podstawie materiału źródłowego.
| Miejsce | Zawodnik            | Czas | Uwagi |
| ------- | ------------------- | ---- | ----- |
| 1       | Marian Woronin      | 5,65 | CR    |
| 2       | Władimir Murawjow   | 5,76 |       |
| 3       | Andriej Szlapnikow  | 5,77 |       |
| 4       | Antoine Richard     | 5,78 |       |
| 5       | Philippe Le Joncour | 5,79 |       |
| 6       | Selwyn Clarke       | 5,82 |       |